# سيزار بن عطار
سِيزَار بن عَطّار (بالفرنسية: César Benattar)‏ كاتب تونسي، ولد عام 1868 وتوفي عام 1937.
كان محاميًا بمدينة تونس. نشر مع عبد العزيز الثعالبي والهادي السباعي عام 1912 كتابًا باللغة الفرنسية بعنوان «الروح التحررية للقرآن» (بالفرنسية: L’Esprit libéral du Coran)‏.
نشر عام 1923 بباريس كتاب «البلد تحت الضوء» باللغة الفرنسية (بالفرنسية: Le Bled en lumière)‏، وهو مجموعة من القصص التي تحكي أساسًا عن التراث الشعبي لليهود في تونس. كما كتب دراسة بعنوان «المستوطنات اليهودية في تونس» (بالفرنسية: Les colonies israélites de Tunisie)‏ التي نشرت في كتاب «تاريخ مدينة تونس» (بالفرنسية: Histoire de la ville de Tunis)‏ لروجيه ديسور (Roger Dessort) عام 1926. كتب، في العام التالي، قصة باللغة الفرنسية عنوانها «السينما في الجحيم» (بالفرنسية: Le cinéma aux enfers)‏ الذي يقيّم فيها الحماية الفرنسية في تونس، وقد أدرج فيها شخصيات مثل مصطفى خزندار وخير الدين باشا وشارل مارسيال لافيجري.